# Hedwig Kallmeyer
Hedwig (även Hade, Heidi eller Hede) Kallmeyer, född 16 juli 1881 i Stuttgart, död 23 juni 1976 i Chiemgau, var en tysk författare, gymnastikterapeut, fysioterapeut och skapare av den tradition som kallats ”harmonisk gymnastik”. Ambitionen för henne och många andra pionjärkvinnor var att ta hand om sina egna kroppar och lära ut metoden till andra som ett sätt att öppna vägen för frihet åt kommande generationer av kvinnor.

## Biografi
Hedwig Kallmeyer föddes i Stuttgart som det yngsta barnet i familjen. Hennes far dog tidigt. Hon blev 1901 intresserad gymnastik efter ett föredrag av bland annat Helen Densmore och en elev till Genevieve Stebbins. Hon tog direkt 20 privatlektioner av Helen Densmore och fick då en bok "System of Physical Training", författad av Genevieve Stebbins. Boken kom att påverka hela hennes liv. Hon försökte själv översätta den till tyska, men insåg att hon i stället själv behövde mer undervisning.
Hon läste senare en bok av Paul Schultze-Naumburg som, påverkad av tidens dräktreformrörelse, starkt kritiserade korsetter och liknande obekväma kvinnoplagg, och i stället som en alternativ väg, förde fram en naturlig kropp och stärkande gymnastik. Hon övergav då själv korsetten men upplevde omgivningens starkt negativa reaktion. Hon uppfattades vara "vulgär och revolutionär".
Hon ville utbilda sig i USA, men hennes familj tillät bara en resa till England. Den gymnastikundervisning hon fick där, så kallad calisthenics, var hon missnöjd med. Lärarna bar dessutom korsett vid sina övningar. Hon tyckte att de saknade förståelse för begreppet ”rörelse i en fri kropp”. Eftersom hon vägrade dansa med korsett, fick hon inget lärarcertifikat efter ett års avslutad utbildning.
Hon kontaktade Genevieve Stebbins för att få komma till hennes skola i New York. Familjen gav då tillstånd och 1906 reste hon med båt till New York, där hennes förväntningar överträffades. Från den engelska skolans ”konstgjorda, onaturliga, ihåliga och ytliga approach” till Stebbins ”inifrån kommande, symboliskt och lagbundet ordnade och mycket djupt förankrade tänkande”. I denna skola (School of expression) finns flera linjer. En för röstträning, offentligt talande och teater. En för gymnastik. Utbildningen var tvåårig och trots svårigheter med språket följde hon båda kurserna samtidigt. År 1907 fick hon examensbevis och återvände till England. Samtidigt överlämnade Stebbins skolan till andra och bosatte sig i södra England. De samarbetade en tid. 
Då hon kommit tillbaka till Stuttgart ville hon ta lektioner av Émile Jaques-Dalcroze i improvisation, men hennes mamma, som inte klarade försörjningen, uppmanade henne att i stället arbeta. Tiden var inte mogen för hennes nya idéer. Hon var fri, bar inte korsett, men kände sig trängd mellan kravet att försörja familjen och ett samhälle där kvinnor egentligen inte ska arbeta. Men hon tog ändå arbeten som gymnastiklärare som stred mot hennes principer för att klara situationen. 
År 1909 gifte hon sig med Ernst Kallmeyer och de flyttade till Berlin. Hon öppnade 1910 sin egen skola och samma år fick hon sin första dotter (hon fick senare ytterligare tre döttrar). Hennes första kurser varade sex månader, men hon utökade utbildningen till två år. Den tradition som hon följde, med bara kvinnliga deltagare i gymnastiken, grundad på François Delsarte, Genevieve Stebbins och Bess Mensendieck utfördes i nakenhet, något som fortsattes av hennes tidiga elever, dansaren Gertrud Leistikow, Hedwig von Rohden och Elsa Gindler. De två senare skapade båda sina egna skolor, starkt influerade av Kallmeyer. 
Hon presenterade sitt arbete på en stor konferens i Berlin där hennes elever Gertrud von Hollander och Hedwig von Rhoden presenterade rörelserna. Hon skrev sin första bok om gymnastik tillsammans med sin man, men skiljde sig från honom 1915 och flyttade 1917, på grund av kriget, till Breslau. Där träffade hon Friede (Rune) Lauterbach, med vilken hon kom att samarbeta fram till hans död 1956. På hennes arbetsplats i Breslau tog hon emot många barn som remitterats till henne av barnläkare, och i en närliggande privatskola ersattes den traditionella gymnastiken av hennes metoder.
Efter 1924, genom inflytande från Fritz Giese, utökades delvis gymnastiken att omfatta båda kön, tanken var nu även att gymnastiken inte bara skulle skapa styrka, utan även skönhet. År 1925 kallades hon tillbaka till Berlin av Franz Hilker, grundare av den tyska gymnastikförbundet, där hon fortsatte arbetet tillsammans med Friede Lauterbach. Men de trivdes inte i Berlin och flyttade 1934 till Bayern. Reformpedagogen Hermann Harless, med vilken hon arbetat en sommar i ett sanatorium i Wyk, hade inbjudit henne att ha sin skola i burg Marquartstein. 
Friede Lauterbach fick här en stor roll i omvandlingen och anpassningen av det amerikanska materialet från Stebbins till den tyska kulturen och att från 1937 ta hand om undervisningen. Hedwig bodde kvar på slottet till hans död 1956. Kallmeyer-Lauterbach-skolan flyttades då till Hamburg och hon drev fortsättningsvis bara sin privatpraktik, som då var inriktad på sjukgymnastik, främst för kvinnors besvär kring och efter förlossning. Hon dog 1976 i Chiemgau i Bayern.